# Mšené-lázně
Mšené-lázně (deutsch Mscheno) ist eine Gemeinde in Tschechien. Sie liegt elf Kilometer südwestlich von Roudnice nad Labem und gehört zum Okres Litoměřice.

## Geographie
Das Dorf befindet sich auf der Böhmischen Tafel in der Talmulde des Mšenský potok. Durch den Ort führt die Staatsstraße 118 zwischen Slaný und Budyně nad Ohří
Nachbarorte sind Roudníček und Budyně nad Ohří im Norden, Pohořice und Martiněves im Nordosten, Charvatce im Osten, Radešín, Vrbice und Loucká im Süden, Podolí und Ředhošť im Südwesten, Podbradec im Westen sowie Brníkov und Kostelec nad Ohří im Nordwesten.

## Geschichte
Erstmals urkundlich erwähnt wurde Mšené zusammen mit Podolí im Jahre 1262. Besitzer war zu dieser Zeit Puta, genannt Petřík von Riesenberg. Seine Nachfahren, die sich z Mšeneho nannten, hielten den Ort bis 1362. Danach folgten u. a. von 1430 bis 1451 und 1553 bis 1607 die Zajíc von Hasenburg und dazwischen von 1453 bis 1538 Botho und Wilhelm von Ileburg.

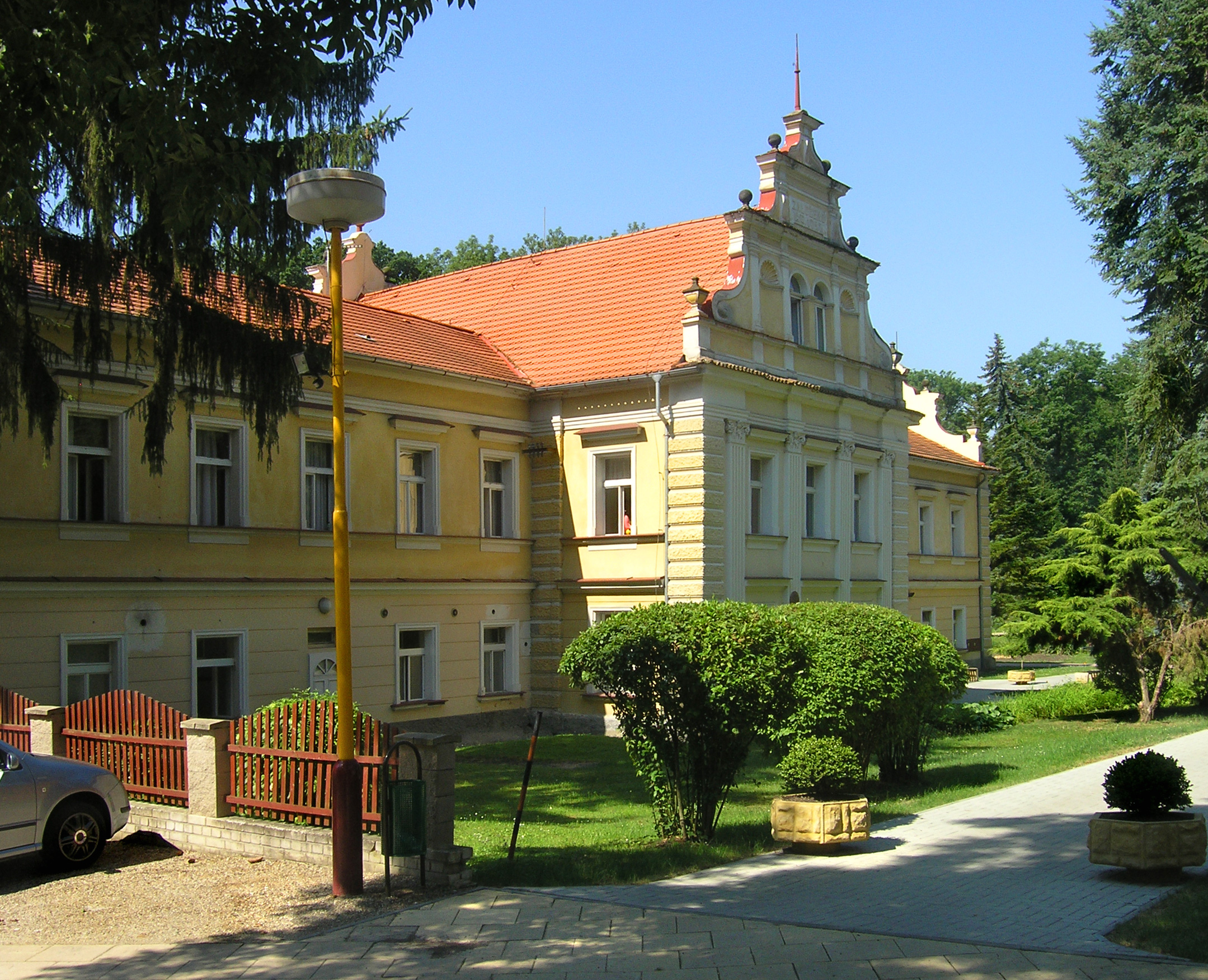
Hauptgebäude des Kurbades

1745 erwarben die Grafen Kinsky von Polyxena Gräfin Desfours Mscheno. Nachdem 1790 das Mschenoer Wasser den auf einer Inspektionsreise befindlichen Direktor der herrschaftlichen Güter des Fürsten Ulrich Kinsky, František Pavikovský, eine Linderung seiner Magenbeschwerden bewirkt hatte, setzte sich Pavikovský für die Gründung eines Kurbades ein. 1796 bewilligte Fürst Kinsky den Bau eines Bades.
Zu Beginn des 20. Jahrhunderts ließ der Grundbesitzer František Toman die Badeanlagen rekonstruieren. Neben dem 1797 errichteten Hauptgebäude, das heute den Namen Říp trägt, bestehen noch die Badehäuser Praděd (errichtet 1797), Slovanka (errichtet 1797 und 1903 umgebaut), Dvorana (errichtet 1905 durch Jan Letzel), Kyselka (erbaut 1907), Vítkov (errichtet 1913) und Blaník (erbaut zwischen 1995 und 1999).

## Gemeindegliederung
Die Gemeinde Mšené-lázně besteht aus den Ortsteilen Brníkov (Bernikau), Ječovice (Jetschowitz, auch Gieschewitz, Jeschowitz, Jetssowitz), Mšené-lázně (Mscheno), Podbradec (Podbratetz, auch Pobratz, Pobratetz), Ředhošť (Redhoscht, auch Redgosch, Redohosch, Redhost) und Vrbice (Wirbitz), die zugleich auch Katastralbezirke bilden. Grundsiedlungseinheiten sind Bohdal (Gottesgab), Brníkov, Ječovice, Loucká (Lautzka), Mšené-lázně, Podbradec, Ředhošť und Vrbice. Zu Mšené-lázně gehört außerdem die Ansiedlung Podolí (Podol, auch Podole).

## Sehenswürdigkeiten
- Bad mit Kurpark
- Schloss Mšené
- Kapelle des Hl. Johannes von Nepomuk
- Statue des Hl. Johannes von Nepomuk
- Rathaus